# Bozova, Pazardjik
Bozova (în bulgară Бозьова) este un sat în comuna Velingrad, regiunea Pazardjik,  Bulgaria. 

## Demografie
Componența etnică a satului Bozova
     Bulgari (7,69%)
     Turci (92,3%)
     Nicio identificare (0%)
     Altele (0%)
La recensământul din 2011, populația satului Bozova era de 52 locuitori. Din punct de vedere etnic, majoritatea locuitorilor (92,3%) erau turci, cu o minoritate de bulgari (7,69%). Pentru 0,0% din locuitori nu este cunoscută apartenența etnică.